# Jóhann Jónsson
Jóhann Jónsson (* 12. September 1896 in Staðastaður auf Snæfellsnes; † 1. September 1932 in Leipzig) war ein isländischer Dichter und Schriftsteller. Durch sein Gedicht Söknuður wurde er zu einem Pionier der modernen isländischen Poesie.

## Leben
Seine Eltern waren Jón Þorsteinsson und die dreißig Jahre jüngere Magd Steinunn Kristjánsdóttir (1869–1944), die der Vater in zweiter Ehe geheiratet hatte, nachdem er Witwer geworden war. Sie hatte sehr unter dem Alkoholmissbrauch ihres Mannes zu leiden, der bald zum Pflegefall wurde. Wenige Jahre nach der Geburt von Jóhann zog die Familie in das Dorf Ólafsvík, wo er unter ärmlichen Verhältnissen aufwuchs. Bereits als Kind erkrankte er an Knochentuberkulose und litt später an einem Klumpfuß.
Ab Sommer 1915 – bereits 19 Jahre alt – besuchte er das Menntaskólinn í Reykjavík, das älteste Gymnasium in Reykjavík, wo er im Frühjahr 1920 das Abitur ablegte. In dieser Zeit erschienen auch seine ersten Gedichte im Druck, die auf den fünf Jahre jüngeren Schulkameraden Halldór Laxness einen so großen Eindruck machten, dass er einige davon auswendig lernte. Zu seinen Vorbildern zählten insbesondere die deutschen Dichter, darunter Ludwig Uhland und Heinrich Heine.
1921 heiratete er Nikkolina Árnadóttir. Mit ihr bestieg er am 5. Oktober 1921 ein Schiff, das ihn nach Leipzig brachte. Er kehrte nie wieder nach Island zurück. Ein wesentlicher Grund für seine Übersiedlung nach Deutschland war das Gefühl der geistigen Stagnation in seiner Heimat, wohingegen er sich vom Ausland mehr Anregungen und Entfaltungsmöglichkeiten versprach. Nach seiner Ankunft in Leipzig begann er an der Universität Leipzig ein Studium der Philosophie und der Germanistik, aber anscheinend nur als Gasthörer. In den Matrikeln der Universität ist sein Name nicht aufgeführt.
Im Winter 1924/25 wurde bei ihm Lungenkrebs diagnostiziert, jene Krankheit, die schließlich zu seinem frühen Tod führte.
Eines der wenigen Gedichte, das zu seinen Lebzeiten veröffentlicht wurde, trägt den Titel Söknuður. Der Titel bedeutet so viel wie Trauer, Sehnsucht, Nostalgie. Entstanden ist es wahrscheinlich 1926 auf der Insel Sylt, im Druck erschien es 1928 in der Zeitschrift Vaka, tímarit handa íslendingum (Vaka, Magazin für Isländer).
In diesen Jahren trennte er sich von seiner Frau und fand eine neue Lebensgefährtin in der Schauspielerin, Regisseurin und Übersetzerin Elisabeth Göhlsdorf. Er zog zu ihr in deren Wohnung in die Körnerstraße 14.
Für den Leipziger Insel-Verlag übersetzte er 1930 zwei Werke seines Landsmanns Gunnar Gunnarsson (1889–1975) aus dem Dänischen ins Deutsche, die Erzählung Der Königssohn und den Roman Jon Arason. Durch das Fortschreiten seiner Krankheit musste er die Texte seiner Freundin im Bett liegend diktieren, wobei er zum Schluss nur noch flüstern konnte. Beide Übersetzungen erschienen 1932.
Kurz vor seinem Tod erhielt er in den Jahren 1931 und 1932 mehrmals Besuch von Halldór Laxness, der eindringliche Erinnerungen an diese Begegnungen veröffentlichte.
Nach seinem Tod brachte Elisabeth Göhlsdorf die Urne des Dichters – auf dessen letzte Bitte – nach Ólafsvík, wo seine Mutter noch lebte. Er wurde dort in der Kirche des Dorfes bestattet, in der später auch seine Mutter ihre letzte Ruhestätte fand.
Sein Freund Halldór Laxness sammelte seine Gedichte und Essays und veröffentlichte sie 1952 in einem Buch.

## Bedeutung
Die Gedichte Söknuður von Jóhann Jónsson und Sorg („Sorge“) von Jóhann Sigurjónsson (1880–1919) markieren den Beginn der modernen isländischen Poesie. Der Anfang von Söknuður lautet:
Isländisch

Hvar hafa dagar lífs þíns lit sínum glatað?

Og ljóðin, er þutu’ um þitt blóð frá draumi til draums,

hvar urðu þau veðrinu að bráð, ó barn, er þig hugðir

borið með undursamleikans

eigin þrotlausan brunn þér í brjósti!

Hvar…?

Við svofelld annarleg orð,

sem einhver rödd lætur falla

á vorn veg – eða að því er virðist,

vindurinn blæs gegnum strætin,

dettur oss, svefngöngum vanans, oft drykklanga stund 

dofinn úr stirðnuðum limum.

Og spunahljóð tómleikans lætur í eyrum vor lægra.

Og leiðindin virðast í úrvinda hug vorum sefast. 

Og eitthvað, er svefnrofum líkist, á augnlok vor andar,

vér áttum oss snöggvast til hálfs, og skilningi lostin,

hrópar í allsgáðri vitund

vor sál:

Hvar! 

Übertragung ins Deutsche

Wo haben die Tage deines Lebens ihre Farbe verloren?

Und die Gedichte, die durch dein Blut rauschten von Traum zu Traum,

wo wurden sie Beute der Winde, o Kind, das sich glaubte

mit des Wunders ewigem Brunnen

in seiner Brust geboren!

Wo…?

Bei solch seltsamen Worten,

die eine Stimme auf unseren Weg

fallen lässt – oder, so scheint es,

der Wind durch die Straßen weht,

weicht uns, Schlafwandlern der Gewohnheit, oft einen Atemzug lang

die Taubheit aus den erstarrten Gliedern.

Und das Spinnrad der Leere klingt leiser unseren Ohren.

Und die Langeweile schläft ein in unserm ermatteten Herzen.

Und etwas haucht uns, gleichsam im Halbschlaf, aufs Auge,

wir richten eilends uns auf, und von Erkenntnis geschlagen

ruft unsere Seele

in vollem Bewusstsein:

Wo!

## Werke (Auswahl)
- Söknuður, in: Vaka, Jg. 2, 3 (1928), S. 257 f. (Digitalisat)
- Kvaedi og ritgerdir (Gedichte und Aufsätze), Reykjavík: Heimskringla, 1952
- Ljóđ og ritgerđir (Licht und Schreiben), Reykjavík: Bókaútgáfa Menningarsjóđs 1986
- Undarlegt er líf mitt!: bréf Jóhanns Jónssonar skálds til Friðriks A. Friðrikssonar (Mein Leben ist seltsam! Briefe des Dichters Jóhann Jónsson an Friðrik A. Fridriksson, 1912–1925), hrsg. von Ingi Bogi Bogason, Reykjavík: Vaka-Helgafell, 1992
- Nótt í Riesental (Prosafragment)